# Еріон золотоволий
Еріон золотоволий (Eriocnemis mosquera) — вид серпокрильцеподібних птахів родини колібрієвих (Trochilidae). Мешкає в Колумбії і Еквадорі

## Опис
Довжина птаха становить 11-13,5 см, вага 5,3 г. У самців верхня частина тіла зелена, блискуча, потилиця і надхвістя бронзово-зелені. Нижня частина горла і верхня частина грудей мідно-бронзові, нижні покривні пера хвоста коричнюваті. Лапи покриті білим пуховим пір'ям. Хвіст роздвоєний, центральні стернові пера синьо-зелені, дві крайні пари стернових пер темно-зелені або синювато-чорні. Дзьоб прямий, чорний, довжиною 20 мм. Самиці є дещо меншими за самців, нижні покривні пера хвоста у них більш зелені.

## Поширення і екологія
Золотоволі еріони мешкають в горах Центрального і Західного хребта Колумбійських Анд, місцями також в горах Східного хребта, а також на більшій частині Еквадорських Анд. Вони живуть на узліссях гірських карликових лісів, на галявинах та у високогірних чагарникових заростях. В Колумбії вони зустрічаються на висоті від 1200 до 3600 м над рівнем моря, переважно на висоті понад 2600 м над рівнем моря, в Еквадорі переважно на висоті від 3000 до 3600 м над рівнем моря. Живляться нектаром квітучих чагарників. Аргесивно захищають кормові території.